# Schloss Ratzenegg

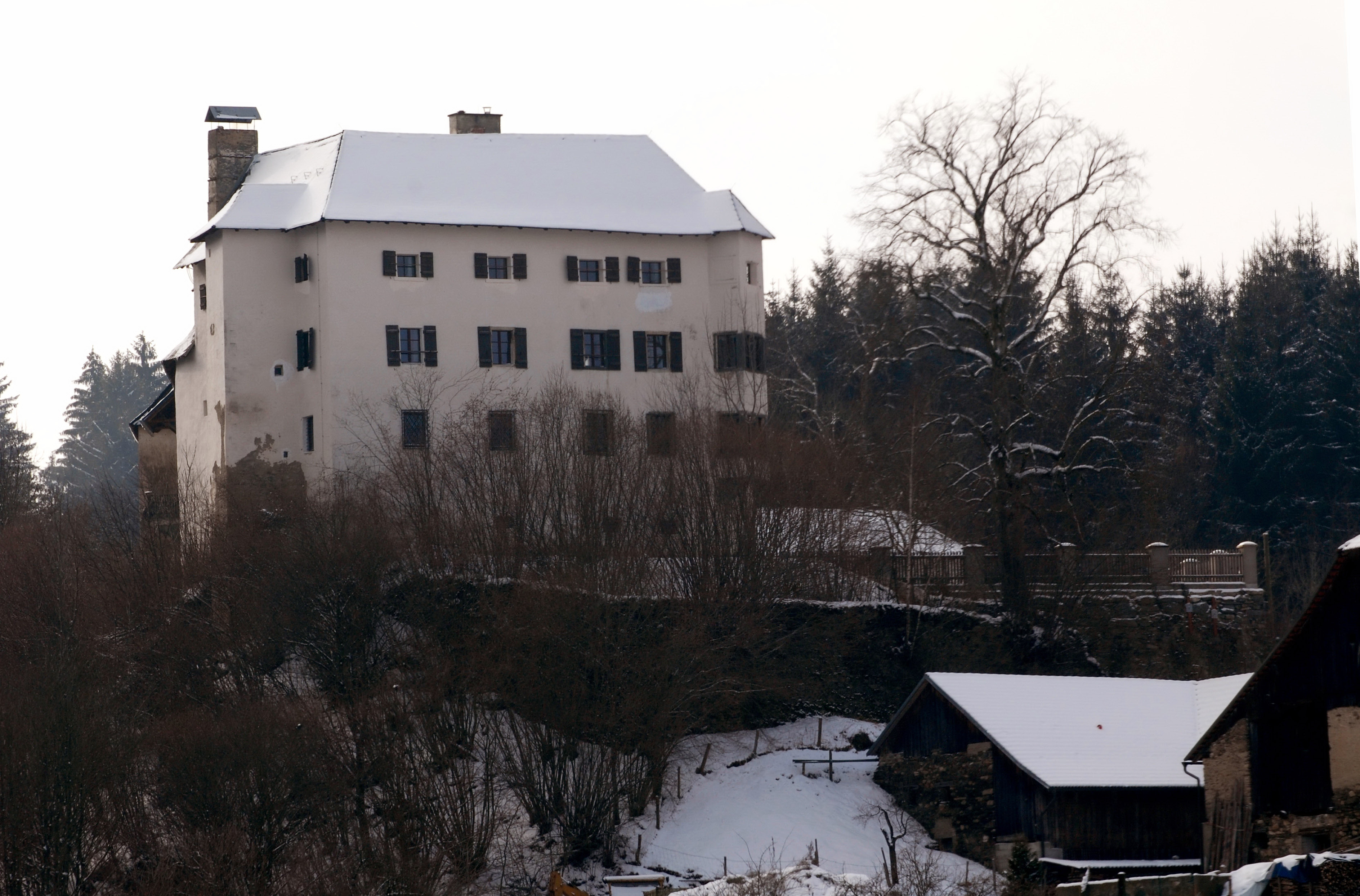
Schloss Ratzenegg

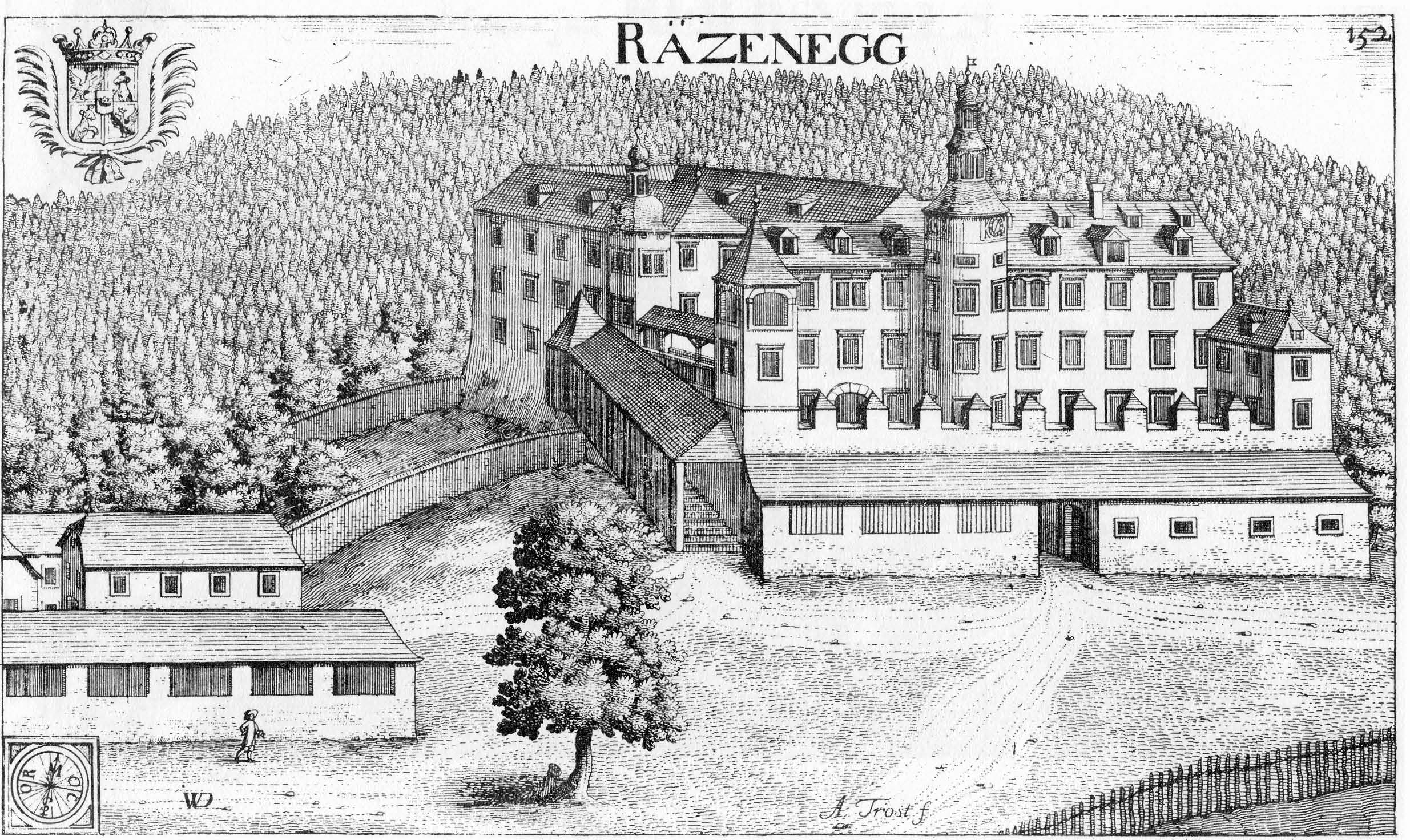
Schloss Ratzenegg um 1680, Darstellung von Johann Weichard von Valvasor

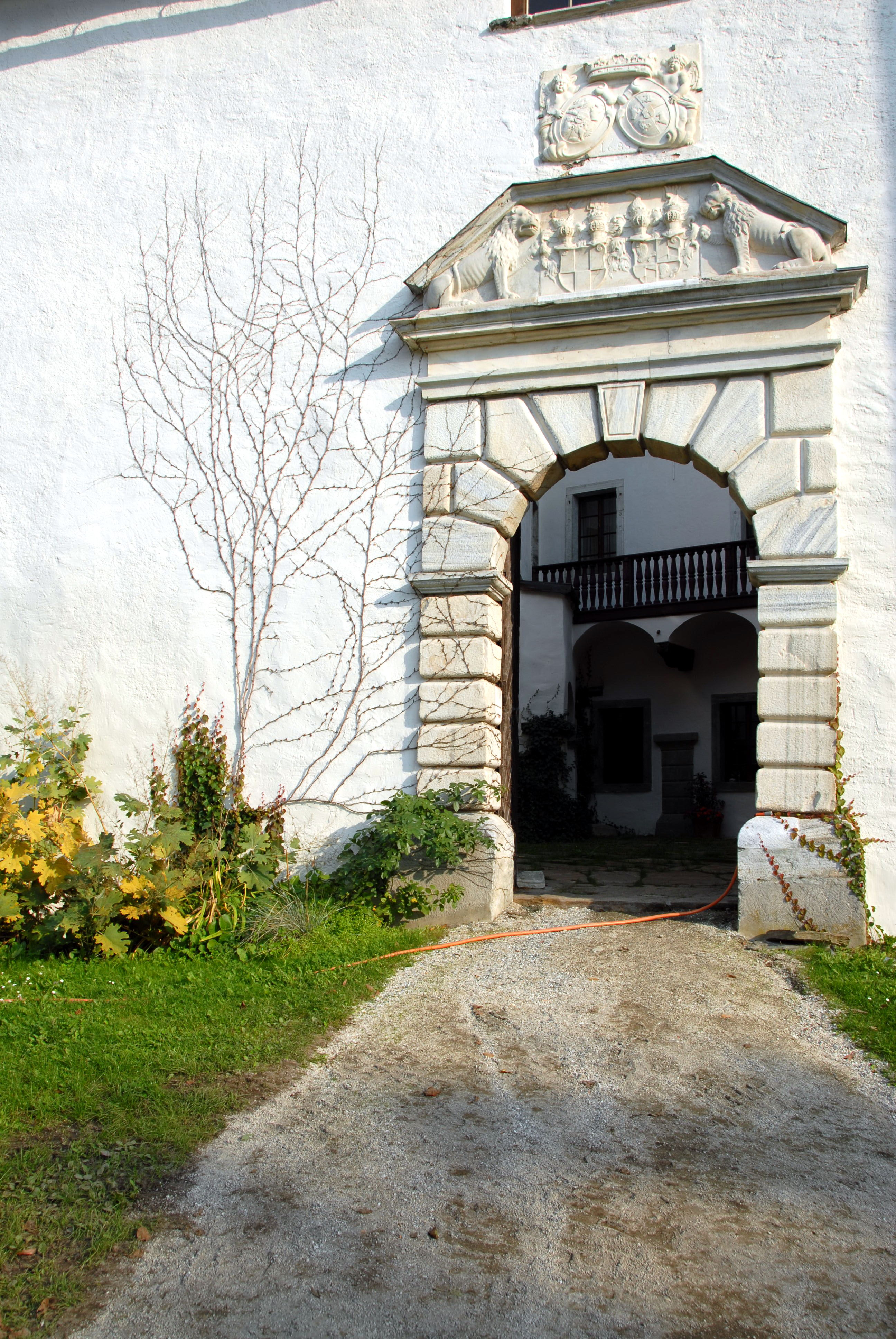
Portal von Schloss Ratzenegg

Schloss Ratzenegg ist ein Schloss auf einem kleinen Hügel im gleichnamigen Ortsteil Ratzenegg der Marktgemeinde Moosburg im Bundesland Kärnten in Österreich. Das Schloss steht unter Denkmalschutz (Listeneintrag).

## Geschichte
Konrad von Auffenstein belehnte 1333 seinen Lehensmann Friedrich von Hallegg mit Burg Ratzenegg. Mit dem Aussterben der Auffensteiner fiel das Lehensrecht an den Landesfürsten, welcher das Lehen den Halleggern bestätigte. Unter Adam von Hallegg wurde die Burg im Stil der Renaissance zum heutigen Schloss umgebaut sowie mit Gartenterrassen versehen. Als die Hallegger schließlich während der Gegenreformation das Land verlassen mussten, weil sie protestantisch geworden waren, verkauften sie Schloss Ratzenegg an den Verwandten Freiherrn Georg Siegmund von Egg zu Hungersbach. Über diesen gelangte das Schloss 1656 durch Kauf an den Freiherrn Neidhart von Staudach und schließlich 1677 durch dessen Tochter Maria Isabella an Josef Wilhelm Graf von Kronegg. Doch bereits 1708 wechselte das Schloss erneut seinen Besitzer als es durch Kauf an den Grafen Franz Adam Galler fiel, welcher es noch im selben Jahr an den Grafen Johann Peter von Goëss abtrat. In dessen Familie befand es sich bis 1973. Seitdem fanden häufig Besitzerwechsel statt. Das Innere des Schlosses wurde 1996/1997 restauriert. Schloss Ratzenegg befindet sich auch heute noch in Privatbesitz.

## Architektur
Der Zugang zum Schloss erfolgt von Westen. Im Süden und Osten ist es durch steile Abhänge und im Norden durch einen massiven dreigeschoßigen Bautrakt geschützt. Von diesem führt eine Verbindungsmauer zum Osttrakt der Anlage. Die Mauer wird durch ein Portal durchbrochen, durch welches man in den Innenhof gelangt. Dieser verfügt über Reste von Wandmalereien aus der Renaissance.

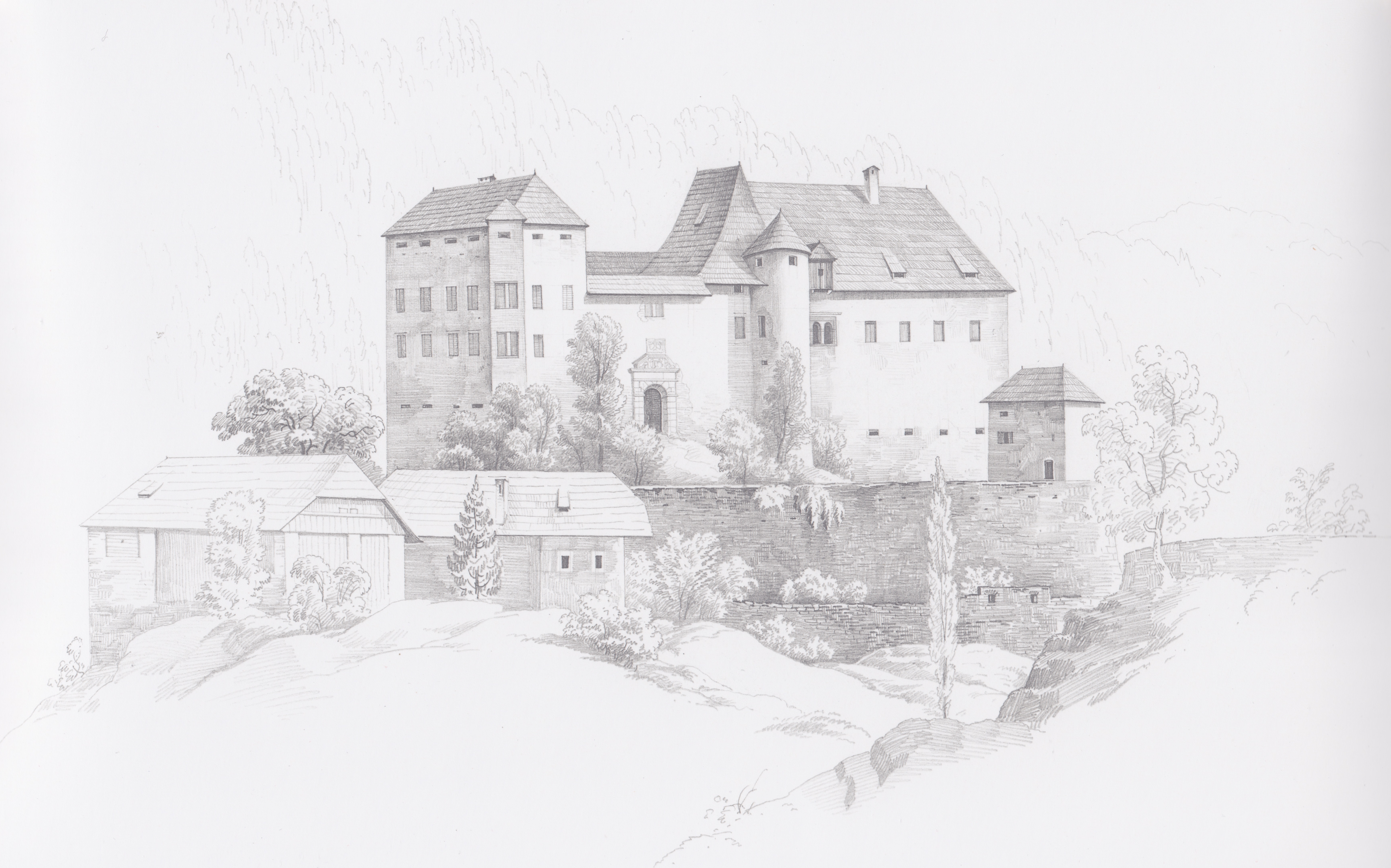
Schloss Ratzenegg, Mitte des 19. Jhs.
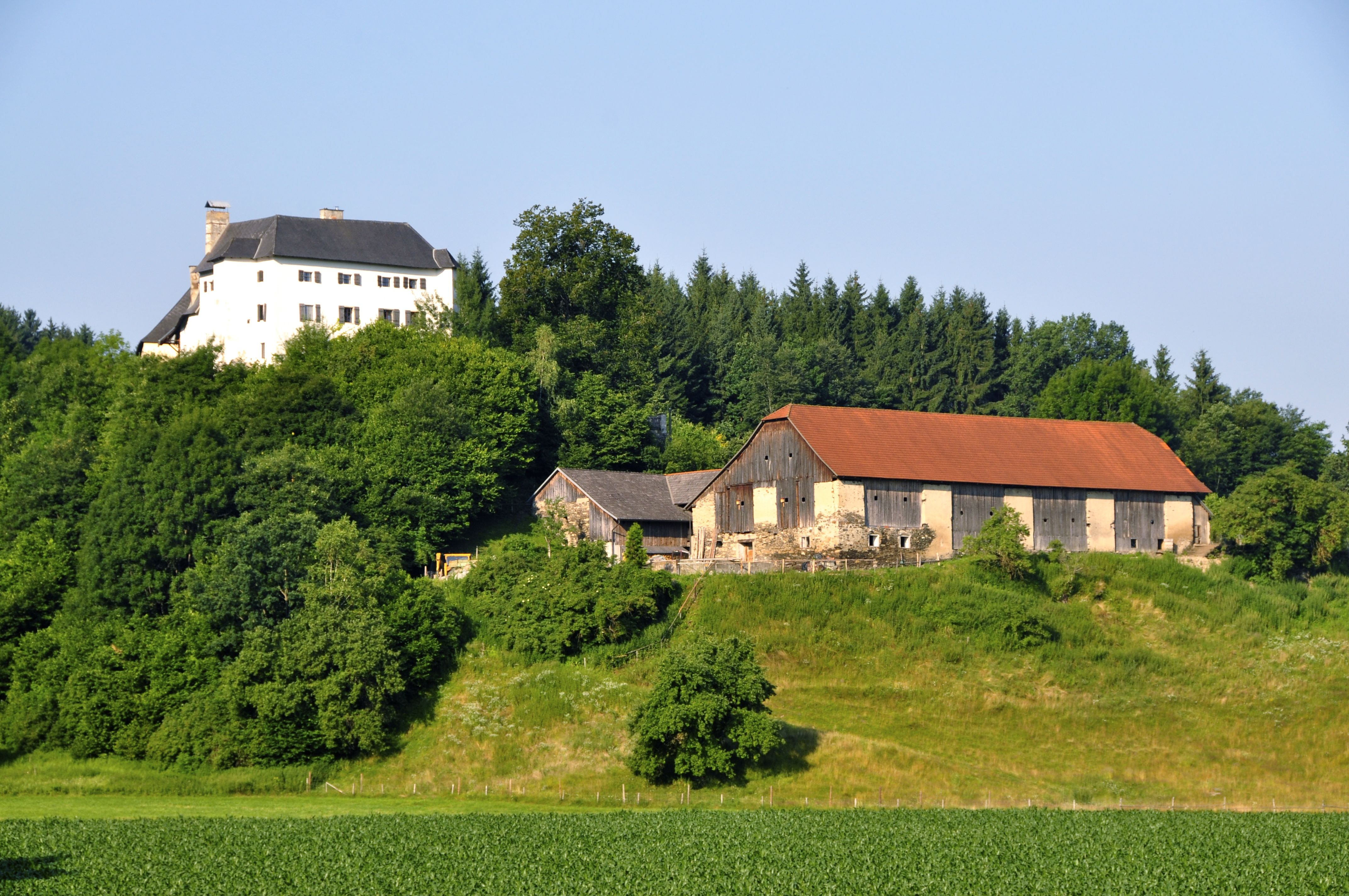
Ratzenegg von Nordosten
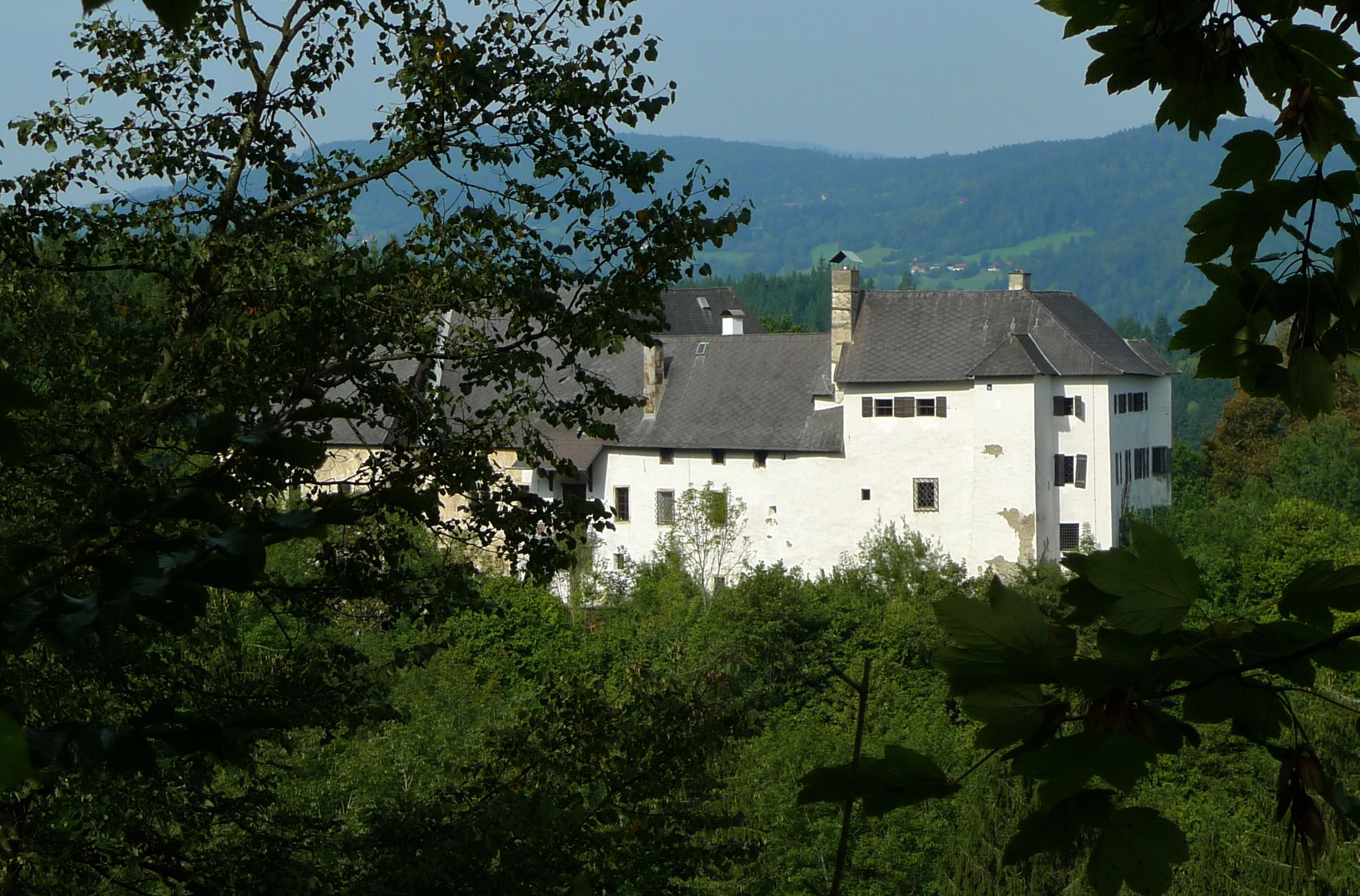
Schloss Ratzenegg von Südosten